# تل حوش
تل حوش قرية في ناحية مركز تلكلخ التابعة لمنطقة تلكلخ في محافظة حمص في سورية.